# Bettingen (Svizzera)
Bettingen (toponimo tedesco) è un comune svizzero di 1 158 abitanti del Canton Basilea Città.

## Monumenti e luoghi d'interesse

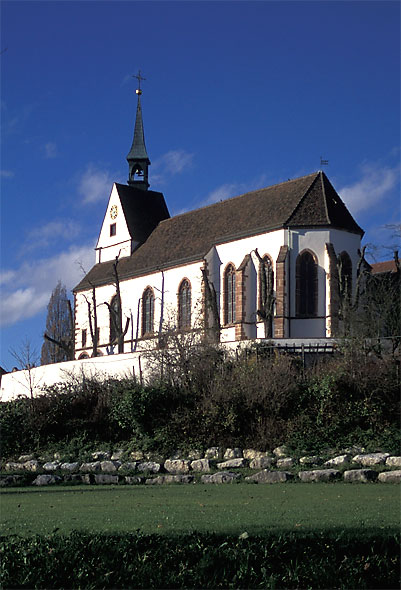
La chiesa di Santa Chrischona

- Chiesa di Santa Chrischona (già di San Brizio), eretta nel 700 circa e ricostruita nel IX-X secolo, nel 1450-1460 e nel 1503-1516[1].

## Società

### Evoluzione demografica
L'evoluzione demografica è riportata nella seguente tabella:
Abitanti censiti

## Amministrazione
Ogni famiglia originaria del luogo fa parte del cosiddetto comune patriziale e ha la responsabilità della manutenzione di ogni bene ricadente all'interno dei confini del comune.